# Helictopleurus clouei
Helictopleurus clouei är en skalbaggsart som beskrevs av Edgar von Harold 1869. Helictopleurus clouei ingår i släktet Helictopleurus och familjen bladhorningar. Inga underarter finns listade i Catalogue of Life.